# Duarte da Costa
Pour les articles homonymes, voir Da Costa.
Duarte da Costa (né au Portugal au XVIe siècle) fut un noble et un administrateur colonial portugais. Il assuma notamment la charge de gouverneur général du Brésil entre 1553 à 1558. Il est décédé en 1560.